# Meetro
Meetro war ein Instant Messenger für Windows und OS X. Es unterstützt die Protokolle OSCAR (AIM, ICQ), Yahoo Messenger und MSN Messenger. Darüber hinaus wird das sog. location-based services (LBS) unterstützt.
Meetros Eigenschaften der Standortbestimmung nützen sowohl dem Kennenlernen und Networking von / mit Menschen mit gleichen Interessen in jeglicher (momentan meist städtischer) Umgebung, als auch der Integration von mehreren "messaging protocols" (Chatdiensten wie MSN) in einem einzigen Programm. Meetros Dachgesellschaft ist Meetroduction, LLC, mit Sitz in Palo Alto, Kalifornien, USA.
Meetro unterscheidet sich insofern von anderen bekannten Chatprogrammen, als der Benutzer Spezifikationen zu seinem Stand-/Wohnort eingeben kann, um andere Benutzer in der Nähe zu erreichen. Derzeit unterstützt der Dienst die meisten Regionen in den USA und Europa und expandiert, um weitere Gebiete zu erfassen. Benutzer, deren Stand-/Wohnort noch nicht erkannt und damit verarbeitet werden kann, können notfalls Längen- sowie Breitengrade eingeben, um feststellen zu können, wer momentan in näherer Umgebung oder gar in der Nachbarschaft online ist.
Meetro funktioniert durch das Scannen von MAC-Adressen nahegelegener drahtloser Verbindungsstellen. Nach erfolgreichem Scan der MAC-Adresse stellt Meetro die Verbindung zu einer auf dem Hauptserver befindlichen Datenbank her und vergleicht die durch den Benutzer angegebenen Daten mit einer Liste der bereits bekannten Orte bzw. Koordinaten. Sobald Meetro den Stand-/Wohnort des Benutzers "ermittelt" hat (der aus Gründen des Schutzes der Privatsphäre nie exakt für andere erkenntlich ist), gleicht es das Ergebnis mit den Daten anderer Benutzer ab und zeigt daraufhin an, wer ca. einen halben Kilometer, einen Kilometer oder anderthalb Kilometer entfernt chatbereit ist.